# Книга пророка Даниїла
Кни́га Даниї́ла — одна з біблійних книг з низки найбільш читаних частин Біблії, а її значення для наступних епох незрівнянно з її невеликим обсягом. Досить згадати, якою кількістю сюжетів і образів ця книга збагатила світову культуру і словесність: «колос на глиняних ногах», «Валтасарів бенкет», «Мене, текел, фарес», сюжети про трьох отроків у вогняній печі та про божевілля Навуходоносора.
Для християнської традиції книга Даниїла стала однією з найважливіших у Старому Заповіті — завдяки своїй апокаліптичній тематиці та месіанським мотивам.

## Авторство
Як старозавітня так і новозавітня Церква без сумніву визнавали автором Даниїла. Йосип Флавій також цієї думки. Ісус Христос свідчить, що ця книга належить Даниїлу (Мф. 24, 15-16). Мова книги також підтверджує це. В полоні народ не забув своєї рідної мови, але до кінця полону багато хто вже розумів і розмовляв арамейською мовою. Текст книги міг бути редагований мужами Великої Синагоги, котрі й включили книгу в канон Св. книг.

## Мова
Книга Даниїла двомовна. Вступ написаний єврейською мовою. Від початку другої глави, після вступної репліки «халдеї заговорили з царем по-арамейському», іде арамейський текст, який, всупереч сподіванням, з прямою мовою не закінчується, а продовжується далі, до 7-ї глави включно. Глави 8 — 12 написані єврейською мовою.
Єврейська частина книги по мові ближче всього до біблійних і небіблійних документів епохи Другого Храму — до книг Хронік та кумранських текстів. Їх зближують багато подібних рис, особливості граматики і словника — зокрема, численні ознаки арамейського впливу.
Мова арамейської частини виявляє форми давніші, ніж у кумранських арамейських документах, але пізніші, ніж у книзі Ездри і в папірусах V—IV ст. до н. е. (тексти з Елефантини і Самарії). Це дозволяє віднести арамейські глави книги Даниїла до початку елліністичного періоду (приблизно до III — початку II ст. до н. е.).
Аналіз лексики свідчить про те, що вона містить чимало запозичень з інших мов (особливо в термінології, що стосується царського двору, придворної і чиновницької ієрархії, бюрократичних процедур). Засвідчено близько двох десятків слів аккадського походження і приблизно стільки ж іранських запозичень. Є кілька слів грецького походження (назви музичних інструментів).
З усіх перекладів книги пророка Даниїла найкращим визнаний грецький переклад Феодотіона. Грецький текст Септуагінти зберігся в Хізіонському кодексі, але має багато помилок.

## Історичний фон
Походив із знатної сім'ї Юдиного коліна. Після підкорення Юдеї у 605 р. Навуходоносором разом із своїми друзями Ананією, Азарією і Мисаїлом був відведений у Вавилон, де проходило його служіння аж до падіння Вавилона в 539 р. і деякий час після. Даниїл з друзями були на службі при царському дворі. Вони не залежали благочестя і відрізнялися, і успішно навчалися. Даниїл як, пророк, мав дар розуміти сни і видіння.
На другий рік царювання Навуходоносора (605—562) Даниїл розгадав і розтлумачив сон царя. Навуходоносор вражений визнав єврейського Бога істинним Богом, а Даниїла нагородив дарами і високим становищем при дворі (2).
Пізніше Даниїл розтлумачив 2-й сон Навуходоносора про дерево, яке сягало неба, але було зрубане. Даниїл прорік царю семилітнє приниження внаслідок особливої хвороби, поки не усвідомить над собою влади Бога (4).
За часів Вальтасара, послідовного з вавилонських царів, Даниїл бачив видіння 4-х монархій в образі 4 незвичайних звірів (див. 7-й розділ — 7 р.) і двох монархій: мідо-перської і грецької під виглядом барана і козла (8р.). В останній день 17-річного царювання Вальтасара (539 р.) була поява під час царського бенкету таємничої руки, яка написала на стіні слова: «мене, текел, перес» які були пояснені пророком (5 р.).
539 р. — Вавилон захоплений Киром, який ставить царем у Вавилоні Дарія мідянина.
При цьому Даниїл був кинутий до левів, але залишився цілим (6 р.). до цього часу відноситься об'явлення про 70 тижнів (седмиць) отримане від архангела Гавриїла.
Після смерті Дарія мідянина (538 р.), при єдиновладді Кира Перського, Даниїл зберіг попереднє становище і використав його на благо свого народу. В третій рік царювання Кира Даниїл мав об'явлення про долю народу Божого, у зв'язку з історією поганських держав (10—12 р.). Даниїл помер у Вавилоні, маючи високу посаду. Рік смерті невідомий.

## Жанри і композиція книги
В єврейській і українській Біблії Іларіона книга складається з 12 розділів. Грецький, слов'янський і латинський тексти а також укр. Біб. Римська — 14 розділів (13—14 р. неканонічні). 1—6 р. — історичні, 7—12 р. — пророчі. Першу половину книги («Життя Даниїла», глави 1—6) і другу половину («Видіння Даниїла», глави 7—12) слід розглядати окремо. Навіть центральний образ всієї книги, Даниїл, представлений в них по-різному. У першій половині книги це активна діюча особа, людина, яка завдяки своїй мудрості та стійкості у вірі розгадує нерозв'язні загадки і рятується від загибелі. У другій половині Даниїл — скоріше спостерігач, отримувач видінь (яким зазвичай і буває центральний персонаж одкровення).
Новели першої частини книги Даниїла нагадують поширений у близькосхідному регіоні жанр «придворного оповідання», а також біблійну книгу Естер і розповідь про Йосипа з книги Буття. Навпаки, друга частина виявляє схожість з пророчими книгами Біблії: так, багато образів в Дан. 10 близькі до книги Єзекіїля, глава 9 перегукується з пророцтвами Єремії, є паралелі з книгою Захарії. Але в той же час апокаліптичні видіння Даниїла в багатьох істотних рисах відрізняються від видінь у попередній пророчій літературі. Не даремно в єврейській Біблії книга Даниїла віднесена не до розділу «Пророки», а до іншого розділу, що зветься «Писання». Різниця мов в книзі виглядає цілком закономірно: «придворні оповідання» викладено загальною, міжнаціональною мовою Близького Сходу, а видіння — мовою біблійних пророків. Втім, тематичний поділ книги не цілком збігається з мовним. Арамейська глава 7 по тематиці стоїть ближче до єврейської частини (глав 8—12), ніж до попередніх арамейських глав 2—6 (вона містить не «придворні оповідання», а видіння). Можна припустити, що глава 7 була навмисно побудована таким чином, щоб за мовою бути ближче до першої частини книги, а за тематикою — до другої, пов'язуючи дві частини книги воєдино.
Зауважимо, що арамейська частина, обмежена главами 2—7, має концентричну будову: вчення про чотири царства міститься в гл. 2 і гол. 7, про чудесне позбавлення героїв від загибелі розказано в гл. 3 та гол. 6, вмовляння царям ми бачимо в гол. 4 і гол. 5. Іноді це вважається аргументом на користь виділення арамейською частини як самостійної літературної одиниці.
Незважаючи на двомовність і різнорідність жанрів, книзі властива композиційна стрункість і цілісність. Навіть поділ на дві різносюжетні та різномовні половини створює враження якоїсь симетрії. І зрозуміло, книгу об'єднує постійний лейтмотив Божої всемогутності і стійкості у вірі, яка піднімає праведника вище влади земних владик.

## Тлумачення

### Пророче тлумачення сновидінь Навуходоносора (Дан. 2р.)
Сновидіння Навуходоносора було об'явленням про чотири поганські монархії, які міняють одна одну, історія котрих закінчується з приходом вічного Царства Божого.
В 1—2: Навуходоносор бачить страшний сон, який забуває. Бажаючи дізнатися його, вавилонських мудреців і загрожуючи смертю, вимагає нагадати сон.
В 13—18: Даниїл молиться з друзями до Бога.
В 19—23: Даниїл отримує об'явлення.
В 24—28: Даниїл призупиняє виконання царського наказу, про смерть мудрецям і його друзям.
В 28—35: Даниїл відновляє в пам'яті Навуходоносора сон, про страшного Боввана, зробленого з золота, срібла, міді, заліза і глини, в якого вдарив камінь і розтрощив його.
В 36—45: значення сну Навуходоносора:
1. Золота голова Боввана — Вавилонське царство.
2. Срібна частина Боввана — мідо-перське царство засноване Киром, яке уступало попередньому багатством.
3. Мідна частина — македонське царство, яке уступало пишністю, але переважало силою.
4. Залізні і глиняні частини — або сіро-єгипетське володарювання, або римська держава, сильна легіонами через рабовласництво.
5. Камінь — це духовно-моральне Царство, Месіанське царство, або Царство Христа.

Слова: «потовче й покінчить усі ті царства» слід розуміти в смислі встановлення на землі нового морального порядку.
Камінь, який означає Новозавітню Церкву, в той же час є символом Божественного Засновника її Голови — Г. Н. Ісуса Христа, Котрий в інших місцях називається каменем.
У тім, що камінь відділився від гори сам по собі, отці бачать зображення таємниці безмужнього народження Сина Божого від Пресвятої Діви Марії і Духа Святого. Тому в піснеспівах Божа Мати зветься «горою».
Видіння Даниїлом 4-ох тварин (7р.) провіщало про ті, ж поганських монархів, від яких була відібрана влада і передана Сину Людському, Старий Днями (7,13-14). «Старий Днями» — назва Бога. «Син Людський» — Ісус Христос.

### Об'явлення про 70 седмиць (Дан. 9р.)
В 1—2: Роздуми Даниїла над пророцтвом Єремії про долю Вавилонських полонених в перший рік царювання Дарія мідянина (539 р.).
У 3—19: Молитва про народ, Єрусалим і храм.
У 20—23: Молитва почута, з'явлення архангела Гавриїла.
У 24—27: Об'явлення про 70 седмиці, яке містить в собі пророцтво про час приходу Месії Христа.
У цьому об'явленні під седмицями (євр. «шабусім» розуміються седмиці літ, або семирічки, 70 седмиць = 490 рокам).
У 24 вірші дається загальний огляд всього періоду сімдесяти седмиць, а дальше у 25—27 віршах, сповіщаються деталі: а) сімдесят седмиць, або 490 років діляться на три періоди; перший обіймає сім седмиць або 49 років; другий 62 седмиці = 434 роки; третій період — одна остання седмиця, або 7 років, розділена на 2 частини: б) вказується час з котрого слід починати відлік седмиць;
в) вказується, які події відбуваються в кожній з трьох періодів.
За тлумаченням Св. Отців в 24 вірші провіщається визволення від влади первородного гріха і прощення особистих гріхів кожного через викупні страждання і смерть Ісуса Христа та даровані Ним благодатні засоби спасіння: євангельське вчення і таїнства Церкви.
В 25: сповіщається початковий момент відліку 70-ти седмиць — вихід наказу про відновлення Єрусалиму. Такий наказ був виданий Артаксерксом І Лонгіланом, Ездри в 7-й рік царювання (458—457 рр.).
В 26—27: подається об'явлення про події, які повинні здійснитися в кожний з 3 періодів.
69 седмиць (7+62=69), або 483 роки, відраховані від 458/7 р. до Р. Хр., припадають на 26 чи 27 р. Хр. ери.
В 25: Перші 7 седмиць (49 років) виділяються, як період часу в котрий завершиться повернення народу і відбудова міста і його стін.
В 26: Коли закінчаться перші сім седмиць і пройдуть ще 62 седмиці «буде погублений Месія», безвинно і без справедливого суду, і хоч прямо не сказано, але зрозуміло що по вині єврейського народу, через що буде зруйноване місто і святиня євреїв. Хоч ця подія не входить в період 70 седмиць, але є наслідком вказаних в них подій.
Остання сімдесята седмиця назначена для укладання завіту з багатьма і для відміни старозавітнього богослужіння в середині цієї седмиці, внаслідок чого Єрусалимський храм втратить своє попереднє значення і запустіє.
В 27: В середині останньої седмиці, через 3,5 роки після хрещення буде утверджений Новий Завіт Кров'ю Христа Спасителя «для багатьох», тобто для тих хто повірив, а не для всіх. Разом з встановленням тайни Євхаристії відмінені старозавітні жертви, як такі, що стали недоречними.
Друга половина останньої седмиці випадає на перші 3,5 роки апостольської проповіді, яка закликала всіх бути учасниками Нового Завіту. Після цього повинен був наступити остаточний занепад старозавітнього святилища, завершений римлянами в 70 р. по Р. Х.
Відомий вчений Ісаак Ньютон також вважає початковим моментом відліку перший указ царя Артаксеркса Лонгілана (457 р. до Р. Х.). Таке числення дає чудову узгодженість в історичних датах, а саме: 457 років дохристиянської ери і 33 роки християнської ери складають якраз 490 років. За Даниїлом Христос повинен з'явитися народу відкрито з проповіддю (за Євангелієм — в 30 річному віці) через 69 седмиць, тобто через 483 роки, рахуючи від 457 року до Р. Х. Це приводить нас до 26 року по Р. Х., (26=483—457), як часу виходу Христа до народу і до 4 року до Р. Х., як часу його народження. Отже, за Даниїлом виходить, що наше літочислення християнської ери закінчується на 4 роки. Але ось, що цікаво: наукові дані показали, що якраз в нашому літочисленні християнської ери є помилка (вона була зроблена в 6 столітті вченим Арбатом Діонісієм Єгзігієм) і власне на 4 роки раніше, чим прийнято рахувати. 483-(457-4)=30 — Вихід Христа на проповідь.
Ще однією можливою точкою відліку даниїлових седмиць є не указ царя Артаксеркса з Книги Езри, а указ царя з самої Книги Даниїла. Згідно сюжетної лінії книги в першому році правління царя Дарія Мідянина пророк Даниїл проголошує молитву про долю зруйнованого Єрусалиму. Після цього ангел приносить йому звістку, що Бог почув його молитву і «від царя вийшло слово». Тобто цар видав наказ про відбудову міста Єрусалиму. І сталось це в перший рік правління царя Дарія Мідянина.
Згідно сюжетної лінії Книги Даниїла цей цар правив до перського царя Кіра, тобто події відбувались до відбудови єрусалимського храму. Схожа розповідь про сприяння царя Дарія у відбудові Єрусалиму та його храму міститься сьогодні в Другій Книзі Езри. У ній саме Дарій видає наказ про відновлення Єрусалиму та його храму і саме в часи Дарія закінчується будівництво храму. Згідно хронології Книги Даниїла після падіння Вавилонського царства першим царем був Дарій Мідянин, син Ахашвероша (Артаксеркса) і лише після нього правив перський цар Кір II. Відповідно 70 років вавилонського полону закінчувались у першому році правління Дарія, і саме цей цар мав видати наказ про відбудову Єрусалиму, про що стверджує книга пророка Даниїла («від царя вийшло слово»). Тому згідно уявлень автора книги відраховувати седмиці треба було від року падіння Вавилону. Згідно сучасної історіографії це 539 рік до н. е.
Проте автор книги навряд чи був знайомий з сучасною історіографією. Дарій Мідянин Старого Заповіту править 139 сатрапіями (які утворив Дарій І), є сином Артаксеркса (як Дарій ІІ) і в Другій книзі Езри має наложницю Апаму (як Дарій III). Ймовірно, що цар Дарій Старого Заповіту є не реальною історичною особою, а збірним образом всіх трьох перських царів з коронним ім'ям Дарій. В такому випадку точкою відліку Даниїлових седмиць є не історична подія, а особистісні уявлення автора книги про історію Вавилонської, Мідійської та Перської імперій. Як він відраховував седмиці і від якого року — знає напевно лише сам автор пророцтва.
Неканонічні місця кн. пр. Даниїла. Молитва Азарії і пісня 3 отроків в печі вавилонській (3,24—90); історія Сусанни (13 р.); розповідь про ідола Бела і дракона, і про 6-дневне перебування Даниїла в лев'ячій ямі (14 р.).

### Пісня трьох отроків (Дан. 3,24—90)
Ділиться на 2 частини: 1) Молитва Азарії (24—45) 2) Пісня 3 отроків (52—90)
Пісня неканонічна, тому що нема її в єврейському тексті, але є підстави думати, що цей відділ спочатку був написаний єврейсько-арамейською мовою, тому що він є в грецьких перекладах, напр. Феодотіона (2 ст. н. е.).
На основі пісні 3 отроків складане 7 і 8 пісні канонів на ранній, 15 паремія на літургії у Велику Суботу.
Стосовно історичності подій описаних в 13 і 14 роз. думки екзегетів розходяться, хоч у богослужбових текстах використовуються фрагменти цих неканонічних місць: (служба неділі праотців), а) 2-й тропар 1-пісні канону;
б) 2-й тропар 7-пісні канону.

## Критика
Хоча дія книги розгортається в основному при вавилонському дворі, у самій книзі нічого не сказано про час її написання, однак лінгвістичні аргументи — порівняно пізні форми мови, грецькі запозичення — змушують віднести її до елліністичного періоду. Як говорить один з сучасних дослідників, натяки на період вавилонського полону тут «відкрито виражені, але неточні», а натяки на елліністичну епоху «завуальовані, але точні».
Ясніше за все ці натяки на елліністичну епоху помітні у другій частині: в центрі видінь Даниїла стоїть епоха Антіоха IV Епіфана (175—164 рр. до н. е.), царя з елліністичної династії Селевкідів. Він переслідував євреїв, заборонив юдейський культ і перетворив Єрусалимський храм в язичницьке святилище (згідно з 1 і 2 Маккавейськими книгами [Архівовано 23 серпня 2010 у Wayback Machine.]).
Зазвичай вважається, що тексти другої частини книги («Видіння Даниїла») написані в розпал гонінь Антіоха Епіфана. Перша частина книги («Життя Даниїла») старіша, ніж друга. Втім, і в цій частині текст містить грецькі запозичення, що не дозволяє датувати її раніше, ніж III століттям до н. е. Можна з великою часткою впевненості сказати, що остаточно книга склалася у II ст. до н. е. Автор (або автори) належали, очевидно, до «наставників», що стояли в активній опозиції до реформ Антіоха Епіфана і еллінізації євреїв.

## Історичні долі книги Данила
Найбільш ранні відсилання до книги Даниїла ми бачимо в 1 і 3 Маккавейських книгах [Архівовано 23 серпня 2010 у Wayback Machine.]. Серед кумранських рукописів виявлено безліч фрагментів книги Даниїла. При читанні текстів кумранської общини кидається в очі вплив есхатології видінь Даниїла. До книги Даниїла сходять багато мотивів апокрифічних книг і так званих псевдоепіграфів. Слід згадати і про пізніші додатки до самої книги Даниїла, які дійшли до нас у складі грецької Біблії. Це вставлені перед 3:24 «Молитва Азарії» і «Пісня трьох отроків», а також додані в кінці книги новели «Сусанна» і «Бел і дракон», де Даниїл постає як праведний суддя і мудрець.
Есхатологія, історична символіка і месіанське вчення книги Данила отримали широкий розвиток в пізнішій равиністичній літературі. Зокрема, багато тлумачів розуміли пророцтво про храм як пророкування падіння Єрусалиму і зруйнування Другого Храму. Особливо важливу роль в цьому тлумаченні відігравало поділ історії на «седмиці» і вчення про «чотири царства», з якими могли ототожнюватися самі різні держави — Римська імперія, перське царство чи арабський халіфат.

## Книга Даниїла і християнська традиція
Книга Даниїла — одна з небагатьох в єврейській Біблії, де говориться про воскресіння мертвих, в ній чітко виражені месіанські ідеї. Це зумовило її особливе місце у християнській традиції.
Особливе значення тут мала глава 7 книги Даниїла. Словосполучення «Син Людський» (Дан. 7:13) постійно застосовується в синоптичних Євангеліях до Ісуса (насамперед — у власних висловах Ісуса); образ Сина Людського з Дан. 7 став важливою складовою частиною христології Нового Завіту.
До книги Даниїла звертаються вже автори II і III ст. — Такі, як Юстин Мученик, Іриней, Іполит Римський, Тертулліан, Оріген. Зокрема, ця книга, поряд з Одкровенням Іоанна, вплинула на формування в ранньому християнстві уявлення про Антихриста. Екзегеза книги Даниїла займала важливе місце і в богослов'ї наступних століть.

## Переклади і переспіви українською мовою
- Книга пророка Даниїла. Біблія у перекладі Івана Огієнка [Архівовано 25 квітня 2022 у Wayback Machine.]
- Книга пророка Даниїла. Біблія у перекладі Івана Хоменка
- Святе Письмо Старого та Нового Завіту. Видавництво отців Василіан «Місіонер», 2005.
- Даниїла [Архівовано 29 жовтня 2020 у Wayback Machine.] / Біблія. Переклад нового світу
- Книга пророка Даниїла в художньому переспіві Тетяни Яковенко : [поезія]. — Вінниця: Едельвейс і К, 2008. — 60 с. — ISBN 978-966-2150-12-4